# Букцелен
Букцелен (Букцелин, Бутилин; лат. Buccelenus, Butilinus, греч. Βουτιλΐνος; погиб в 554) — герцог Алеманнии (547/548—554), участник Готских войн.

## Биография

### Исторические источники
О Букцелене сообщается в целом ряде средневековых исторических источниках: «Истории франков» Григория Турского, «О царствовании Юстиниана» Агафия Миринейского, хронике Мария Аваншского, «Церковной истории» Евагрия Схоластика, хронике Фредегара, «Истории лангобардов» Павла Диакона, а также в трудах других авторов.

### Ранние годы
О ранних годах жизни Букцелена в исторических источниках сохранилось очень мало свидетельств. Известно, что он был алеманном и что у него был брат Леутари.
Предположительно, первое свидетельство о Букцелене в средневековых источниках может относиться к 539 году, когда по приказу короля Австразии Теодеберта I франкское войско под командованием герцогов Букцелена, Аминга, Муммолена и Лантахария совершило поход в Италию. Григорий Турский писал, что командование франками было возложено на Букцелена. По данным этого историка, франки одержали несколько крупных побед над византийцами, возглавлявшимися сначала Велизарием, а затем Нарсесом, и даже подчинили власти короля Теодеберта I Сицилию. Однако эти свидетельства противоречат сообщениям других средневековых авторов, повествующих о Готских войнах: в них отсутствуют сведения о столь значительных успехах франков. Также в житии аббата Реома Иоанна возглавившим франкское вторжение в Италию военачальником назван Мумолен. На основании этих данных современные историки считают, что сведения Григория Турского о событиях 539 года являются малодостоверными.

### Герцог Алеманнии

#### Получение должности
По свидетельству Агафия Миринейского, Букцелен был назначен королём Теодебертом I правителем Алеманнии. Это событие датируется 547 или 548 годом. О том, что Букцелен был наделён властью над населёнными алеманнами землями, сообщается и в хронике Мария Аваншского. Возможно, что Букцелен разделял властные полномочия со своим братом Леутари. При назначении правителем Алеманнии Букцелен (один или вместе с братом) получил от Теодеберта I герцогский титул (лат. dux Alamannorum). Предыдущим известным правителем алеманнов был погибший незадолго до того герцог Лантахарий. Возможно, под контролем Букцелена и Леутари находилась только часть населённых алеманнами территорий. Скорее всего, они управляли пограничными с Бургундией землями Алеманнии. В том числе, власть Букцелена распространялась и на территорию Аваншской епархии.
Букцелен и Леутари I рассматриваются современными историками как первые правители Алеманнского герцогства, признававшие над собой верховную власть Меровингов. В то же время предполагается, что в это время герцоги Алеманнии всё ещё обладали достаточной свободой действий.

#### Поход в Италию

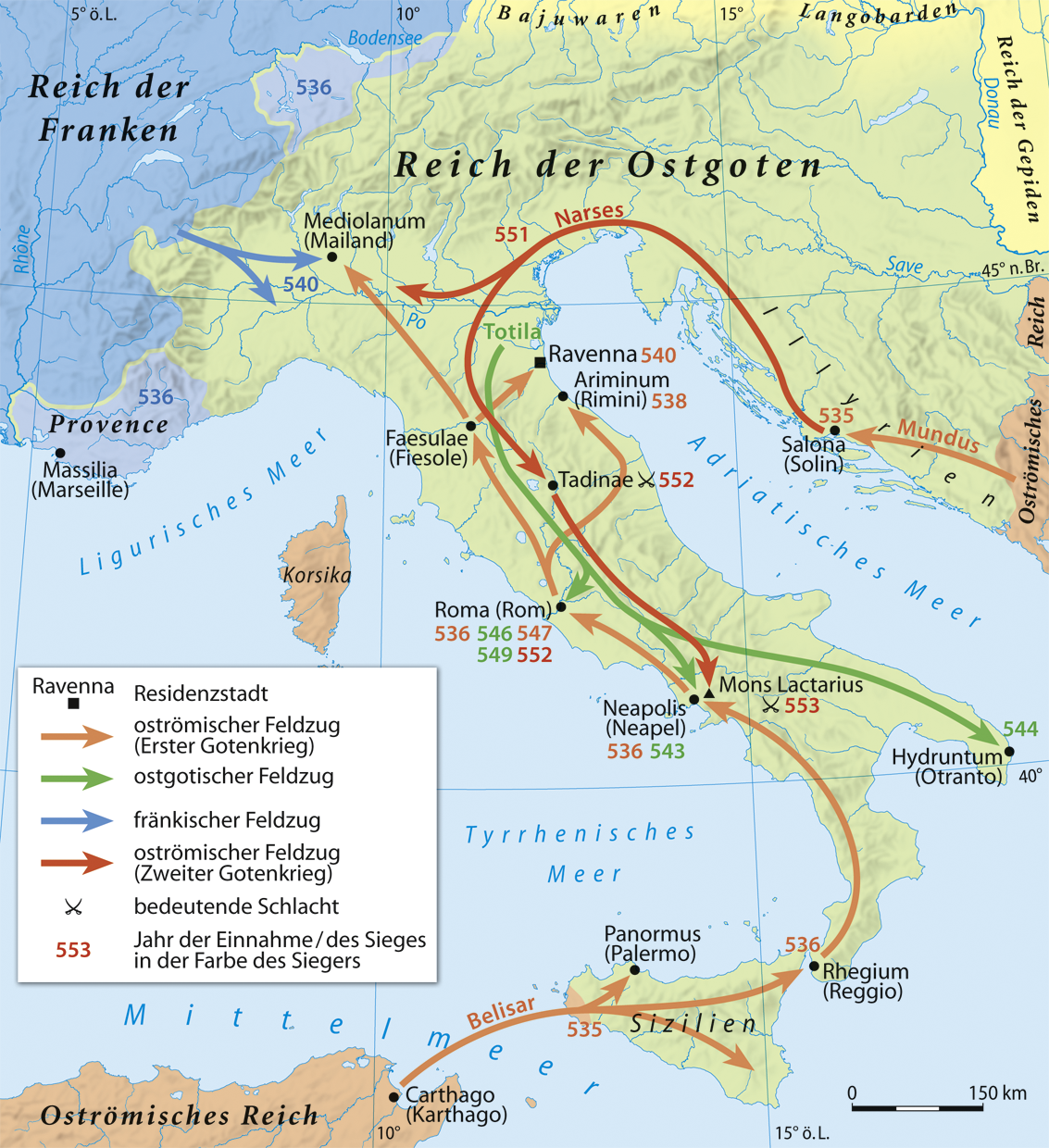
Византийско-готские войны (535—554)

Теснимые византийцами остготы после смерти в конце 552 года короля Тейи направили посольство к королю Теодебальду с просьбой о военной помощи. В труде Агафия Миринейского сообщается, что правитель франков отверг это предложение, однако Букцелен и Леутари согласились выступить против византийского полководца Нарсеса. Агафий утверждал, что поход был предпринят без согласия короля Теодебальда, но другие авторы свидетельствуют о вовлечённости правителя франков в это мероприятие. Возможно, Теодебальд, не желая вступать в открытую войну с Византией, но имея возможность в тяжёлое для Остготского государства время усилить своё влияние в Северной Италии, не только не препятствовал сбору войска, но и тайно этому способствовал.
По сведениям Агафия, Букцелин и Леутари весной 553 года выступили в Италию с семьюдесятью пятью тысячами воинов. Вероятно, это число является преувеличением Хотя в средневековых источниках противники византийцев упоминаются как «франки», в войске братьев было также и множество алеманнов.
Летом 553 года франки переправились через реку По и начали завоевание Северной Италии. Первым попавшим под власть Букцелена итальянским городом была Парма. Возле этого города франки нанесли поражение византийскому войску, возглавлявшемуся герулом Фулкарисом. Также и все дальнейшие попытки византийцев выбить франков из Пармы потерпели неудачу, что позволило войску Букцелена беспрепятственно перезимовать в этом городе.
Весной 554 года Букцелен и Леутари возобновили наступление на контролировавшиеся византийцами территории. Франкское войско дошло до Самния, где разделилось. Леутари остался с меньшей частью воинов, большая часть войска во главе с Букцеленом дошло до Мессинского пролива, по пути разграбив земли Кампании, Лукании и Бруттия. По свидетельству Григория I Великого, особенно пострадали христианские храмы и монастыри. В то же время в одном из посланий папа римский упоминал о чудесном спасении от разорения монастыря Святого Либертина в Фонди.
Однако это были последние успехи франков во время их похода в Италию. Летом Леутари предложил брату возвратиться во Франкию, чтобы доставить на родину захваченную добычу, но Букцелен отказался последовать этому совету. В труде Агафия Миринейского сообщается, что Букцелен намеревался занять вакантный престол Остготского государства, и что готская знать посулами поддерживала в нём надежду на получение королевского титула.
Несмотря на отказ Букцелена, Леутари с частью воинов всё же двинулся на север Италии. Однако уже после того как франки переправились через реку По, в их войске началась эпидемия, во время которой погибла бо́льшая часть воинов. Среди скончавшихся был и Леутари.
С оставшейся часть войска Букцелен снова возвратилась в Кампанию. Здесь он намеревался вступить с византийцами в сражение, победа в котором позволила бы ему закрепить за собой власть над северными областями Италии. Решающего сражения желал и византийский военачальник Нарсес. В результате осенью 554 года противники вступили в сражение возле реки Вольтурна (современный Вольтурно). Благодаря полководческому таланту Нарсеса византийцы одержали решительную победу. На поле боя пали почти все франкские воины, включая и Букцелена.
Преемником Букцелена в герцогской должности стал Магнахар.